# Stepanivka, Iampil
Stepanivka (în ucraineană Степанівка) este un sat în comuna Kneajîci din raionul Iampil, regiunea Sumî, Ucraina.

## Demografie
Componența lingvistică a localității Stepanivka
     Ucraineană (94,59%)
     Rusă (5,41%)
Conform recensământului din 2001, majoritatea populației localității Stepanivka era vorbitoare de ucraineană (94,59%), existând în minoritate și vorbitori de rusă (5,41%).